# Stéréoscope
 (novembre 2012).

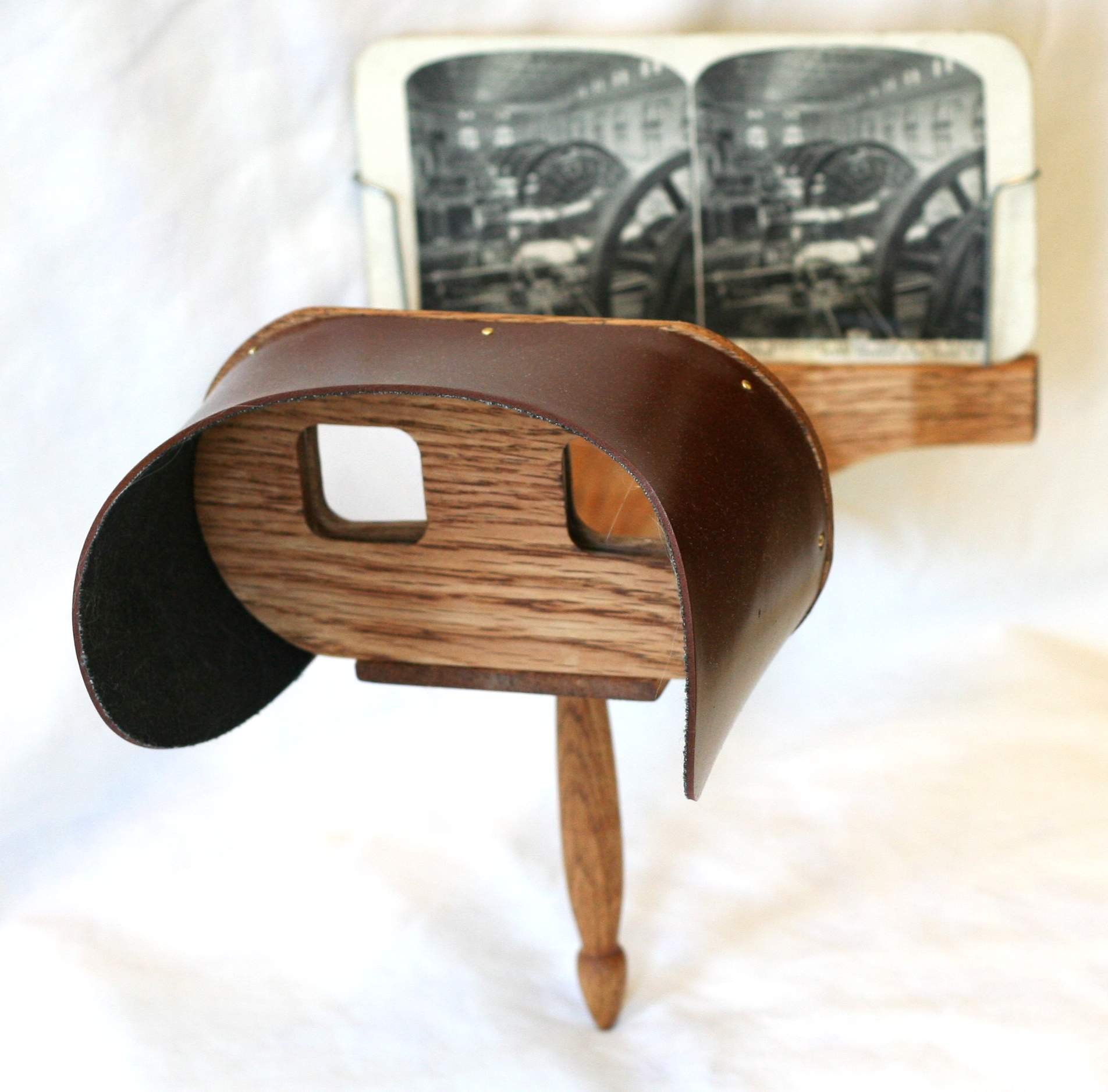
Stéréoscope de Holmes

Un stéréoscope est un dispositif optique à oculaires, à prismes ou à miroirs,  destiné à l’examen des couples de vues stéréoscopiques (dites communément : « en 3-D ») : dessin, photographie, vidéo, images de synthèse.

## Historique

### Stéréoscope de Wheatstone
Le premier stéréoscope est dû au célèbre physicien anglais Charles Wheatstone, qui déposa en 1838 un mémoire à la Royal Academy, en même temps que le premier stéréoscope connu, et reçut pour cela la Royal Medal en 1840. Ce stéréoscope comportait deux miroirs à 90° qui renvoyaient latéralement le regard vers deux dessins stéréoscopiques spécialement préparés. Puis le principe fut appliqué à la photographie.
Il existe une variante en forme de « W », avec trois angles à 60°.

### Stéréoscope de Brewster
Le second type de stéréoscope est redevable au scientifique et inventeur David Brewster, qui eut l'idée de substituer aux miroirs des lentilles, prismatiques ou non, suivant le format des vues à observer. Le stéréoscope prend alors l'aspect que nous lui connaissons encore aujourd'hui : un boîtier en ébénisterie, deux oculaires, un système de mise au point, un verre dépoli.

### Stéréoscope de Holmes

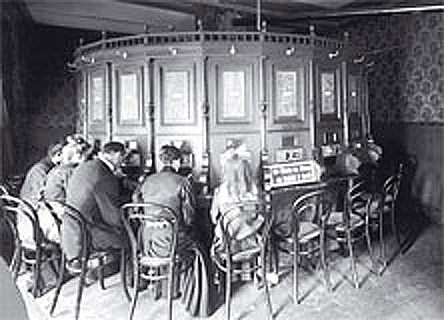
Projection de stéréoscope au „Kaiserpanorama“ du Prater de Vienne, vers 1900

Ce stéréoscope, qui date des années 1850 à 1900, était destiné à l’observation des cartes stéréoscopiques, en plein essor. Il comprenait deux lentilles prismatiques insérées dans une visière (la visière peut être fait de métal) caractéristique, ainsi qu’un support en bois pour tenir la carte stéréo. Un manche, à la partie inférieure, facilite la préhension de l’ensemble. Ce type de stéréoscope restera en fabrication durant un siècle. C’est un objet américain avant tout, bien qu’il soit souvent affublé du nom de « stéréoscope mexicain ».
Les stéréoscopes à prismes de l'épicier français Julien Damoy sont parmi les très bons.

### Les stéréoscopes de la Belle Époque

#### Stéréoscopes à main

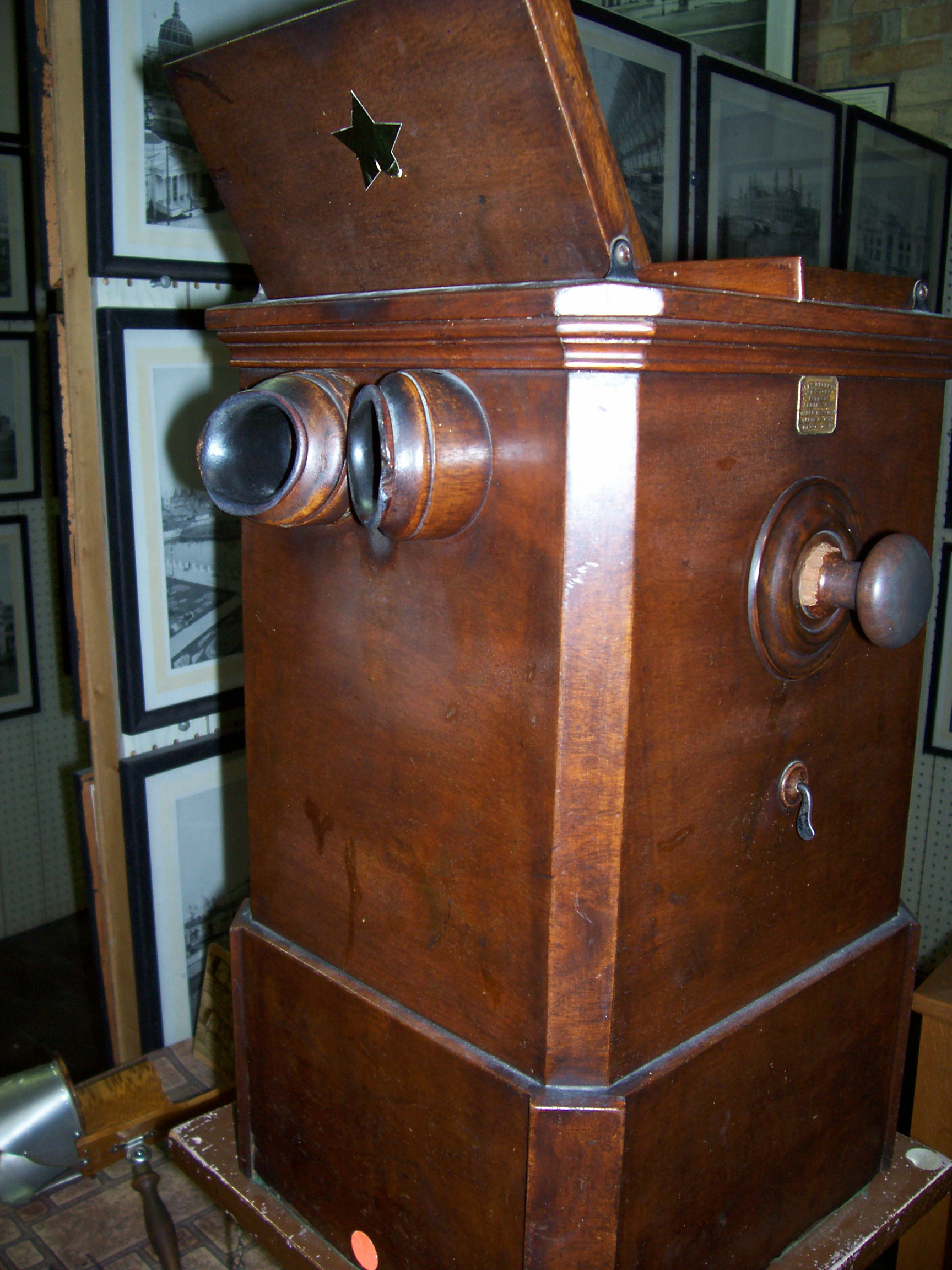
Stéréoscope de table, vers 1900

Le développement des appareils à plaques des années 1900 demandait la création de stéréoscopes rajeunis par rapport aux précédents, et répondant aux nouvelles exigences des nombreux amateurs adeptes de la stéréoscopie. On construisit donc des visionneuses moins élaborées que les précédentes du point de vue de l’ébénisterie (adieu, les galbes et la marqueterie !), mais bien davantage en ce qui concerne la mécanique (belles rampes de mise au point à crémaillères en laiton, écartement variable des oculaires) et l’optique (oculaires de grand diamètre, parfois des doublets achromatiques). Il existait aussi des appareils simples et bon marché, cependant suffisants pour une observation satisfaisante.
On rencontre communément des stéréoscopes des années 1900-1940 pour les deux formats courants à l’époque : 6 × 13 cm et 45 × 107 mm.

#### Stéréoscopes de table
Optiquement, ils sont semblables aux précédents, mais ce sont cette fois de véritables meubles contenant une mécanique à chaîne ou à tiroirs mobiles, permettant de charger un nombre considérable de plaques (entre 25 et 50 selon les modèles) et de changer de vue sans quitter les oculaires des yeux.

## Les stéréoscopes d’aujourd’hui

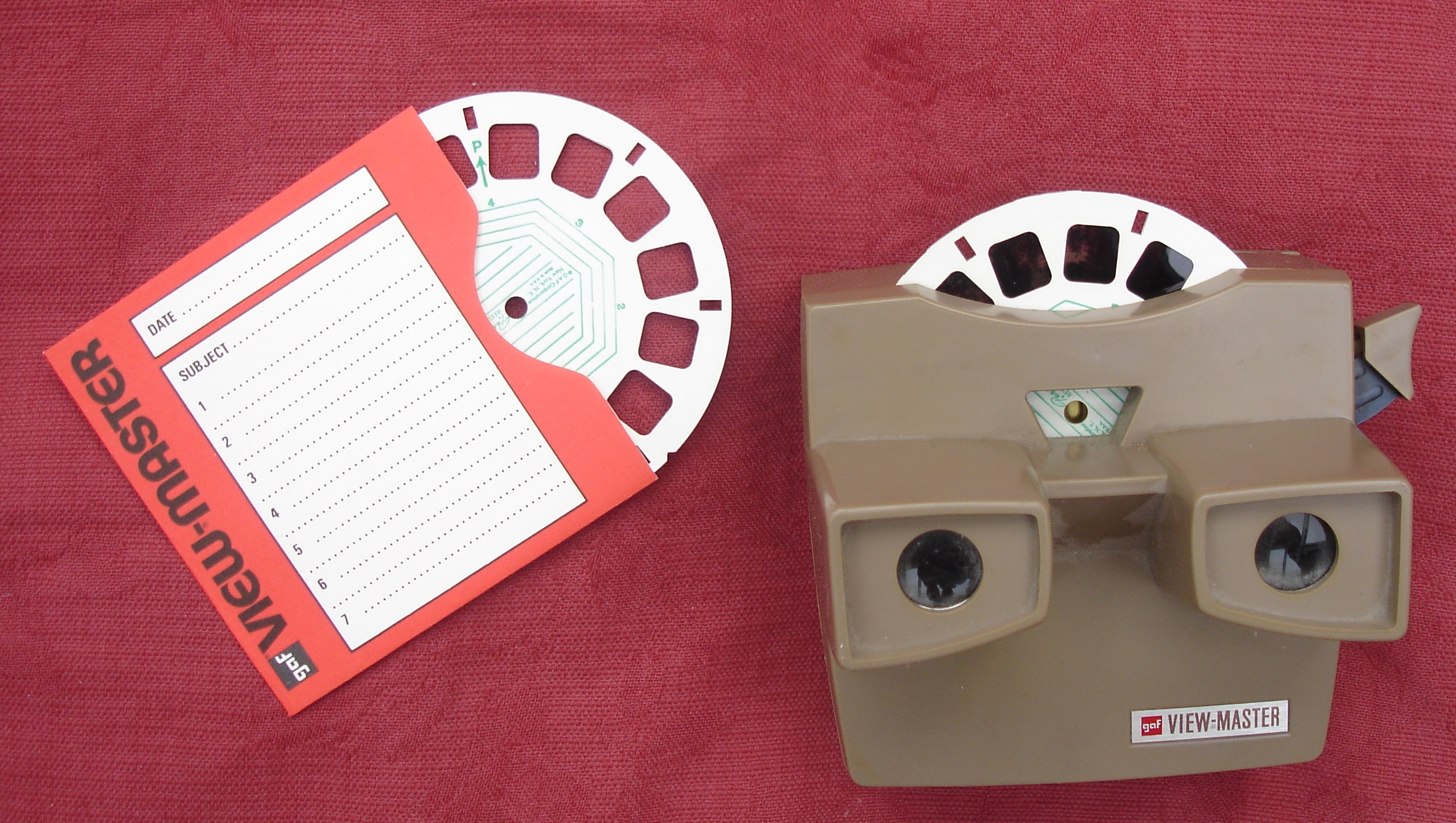
Visionneuse View-Master, vers 1960

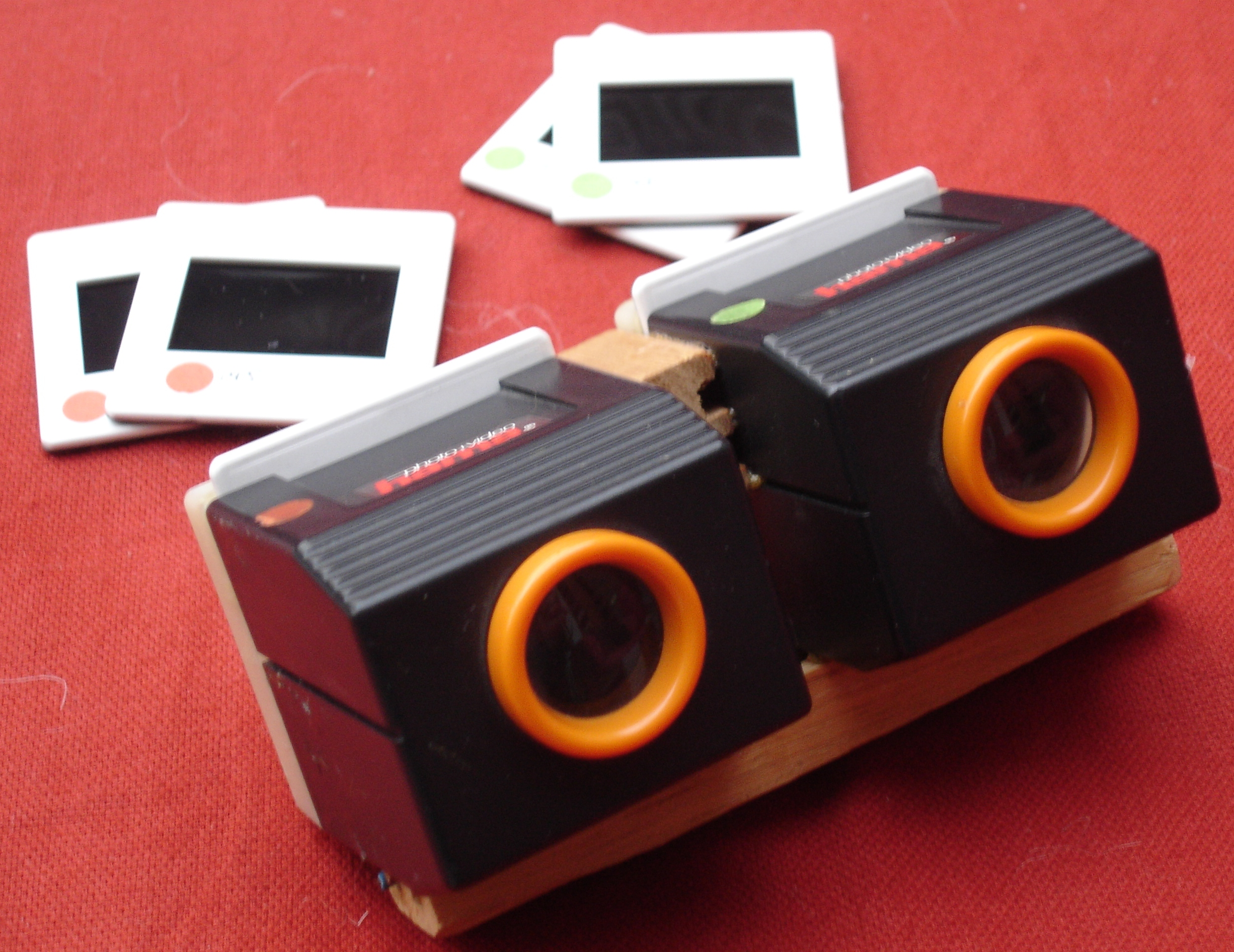
Stéréoscope pour diapositives, fait de deux visionneuses ordinaires

### Stéréoscopes à oculaires
Ils sont habituellement destinés à l’examen des couples de diapositives :
- ceux des années 1950, souvent américains, avec boîtier en matière moulée et éclairage incorporé (petite ampoule type lampe de poche), mais aussi françaises (Bruguière lance sa production à Paris dès 1946[1]) ;
- et les plus récents, construits à la petite lime par des artisans ou des amateurs habiles, faits pour une clientèle de stéréoscopistes chevronnés, ayant de plus le goût de l’expérience. On y pousse les perfectionnements jusqu’aux dernières limites : optiques à quatre lentilles traitées, lentille de champ, éclairage à tube fluorescent, à lampes halogènes ou encore à diodes électroluminescentes blanches très performantes… ;
- à côté de cela, des stéréoscopes plus modestes, et même bon marché, souvent tout en plastique, y compris les lentilles, et dépourvus d'éclairage. Il s'agit le plus souvent de jouets, offrant des prises de vues pouvant intéresser les enfants (dessins animés, contes, ou thèmes éducatifs : châteaux de la Loire, grottes de Lascaux, paysages, etc.). Les modèles View Master puis Lestrade sont les plus répandus dans les années 1960 et 1970. Ils tombent quelque peu en désuétude avec l'avènement des jeux vidéo puis d'internet.

### Stéréoscopes à miroirs ou à prismes
Ils ont été créés à partir des années 1990 pour l'examen de vues sur papier, soit placées côte à côte, soit l'une au-dessus de l'autre. Leur succès actuel vient de l'explosion du numérique, le classique et excellent stéréoscope à oculaires n'étant pas, actuellement en tout cas, compatible avec cette nouvelle technique. 

#### Stéréoscopes pour l'examen des vues aériennes

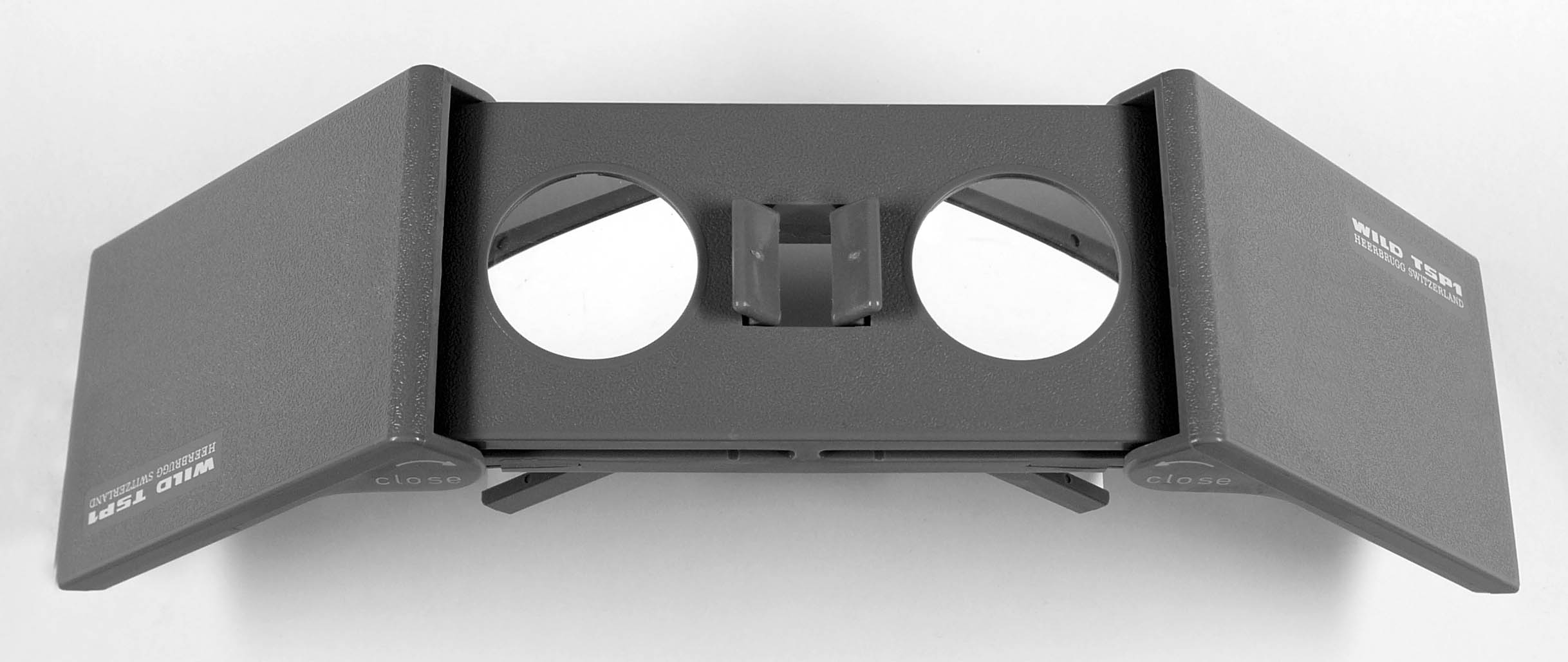
Stéréoscope pour examen de vues aériennes

Il s'agit d'instruments à usage professionnel, comprenant des oculaires et des systèmes de miroirs ou de prismes, bien connus des géographes et de tous ceux qui ont à étudier le relief de la Terre. Les couples de vues aériennes sont placés sur une table, et le stéréoscope, posé juste au-dessus des parties communes des images, permet un examen à la verticale, pas toujours aisé pour les débutants.

## L'ère du numérique et le stéréoscope de demain
L'image numérique en stéréo peut être observée sur l'écran de l'ordinateur ou en tirage papier au moyen des systèmes à miroirs ou à prismes vus précédemment. Ce qu'on trouve actuellement le plus facilement, ce sont des stéréoscopes à oculaires en carton, pliables, de marque Loreo (un petit modèle pour couples de largeur 12 à 18 cm, un grand modèle pour couples stéréoscopiques de largeur totale 20 à 35 cm) qui permettent l'examen direct des vues numériques sur un écran d'ordinateur. On trouve aussi des dispositifs plus complexes, comme le stéréoscope numérique Cyclopital, qui peut garder en mémoire quelques centaines de couples stéréoscopiques, mais dont la définition est limitée par les petits écrans actifs utilisés.